# Жыланды (месторождение)
Жыланды — нефтяное месторождение в Мангистауской области Казахстана, на полуострове Мангышлак, расположено в вблизи села Курык. Относится к Южно-Мангыстауская нефтегазоносная область.

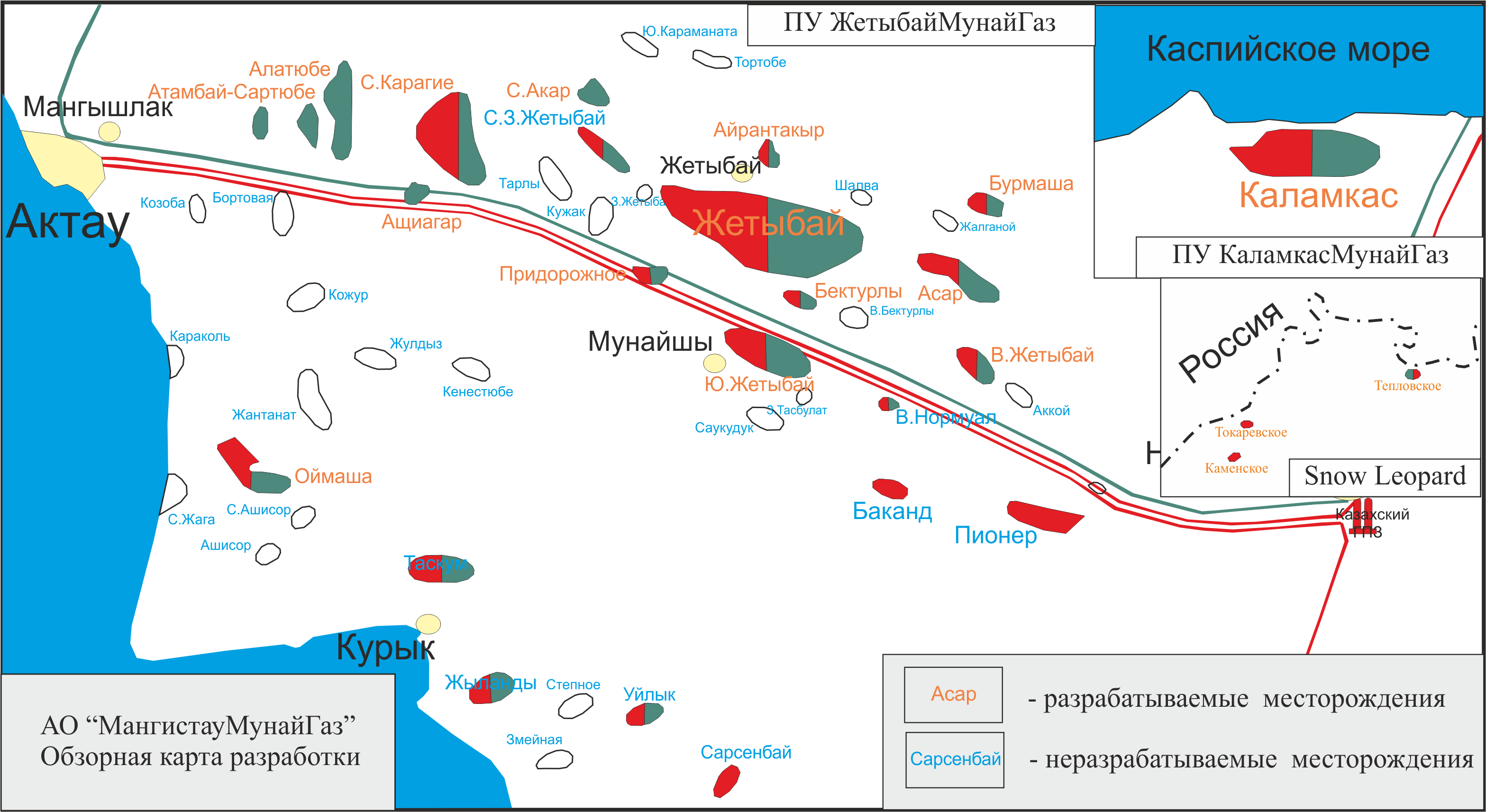
Месторождение Жыланды

Открыто в 1981 году. Залежи на глубине 3,1 — 4,4 км. Продуктивные отложения триаса (горизонты — Т1, Т2-А, Т2-Б, Т3) и нижней юры (горизонт — Ю-15). Дебит нефти 10 т/сут. Плотность нефти 845 кг/м³, содержание серы 0,1 — 0,3 %, парафина (12 %), смолы (2,6 %).
Начальные запасы нефти — 2 млн тонн.
В настоящее время месторождения находится в не разрабатываемом фонде компании АО «Мангистаумунайгаз».